# The Sewanee Review
The Sewanee Review ist eine seit 1892 vierteljährlich an der University of the South in Sewanee, Tennessee erscheinende Literaturzeitschrift. Sie ist die älteste durchgehend publizierte literaturwissenschaftliche Zeitschrift in den Vereinigten Staaten.